# Carolina España Reina
Carolina España Reina (Màlaga, 24 d'agost de 1969) és una política  espanyola, diputada pel Partit Popular al  Congrés durant la  X,  XI i  XII legislatura.
Llicenciada en Ciències Econòmiques i Empresarials, ha desenvolupat la seva activitat política a la capital malaguenya. Entre 1999 i 2012 va ser tinent d'alcalde a càrrec de Medi Ambient i entre 2003 i 2010 tinent d'alcalde d'Economia, Hisenda i Personal. Així mateix, va ser portaveu de l'equip de govern entre 2007 i 2012 i primera tinent d'alcalde entre 2011 i 2012. el 2011 va ser elegida diputada per Màlaga al  Congrés, sent reelegida en 2015 i 2016. Durant la  X legislatura va ser portaveu del Pacte de Toledo.